# Simpsons Gap
Simpsons Gap är ett bergspass i Australien. Det ligger i regionen MacDonnell och territoriet Northern Territory, omkring 1 300 kilometer söder om territoriets huvudstad Darwin.
Närmaste större samhälle är Alice Springs, omkring 16 kilometer öster om Simpsons Gap. 
Omgivningarna runt Simpsons Gap är i huvudsak ett öppet busklandskap. Runt Simpsons Gap är det glesbefolkat, med 19 invånare per kvadratkilometer. Genomsnittlig årsnederbörd är 259 millimeter. Den regnigaste månaden är februari, med i genomsnitt 59 mm nederbörd, och den torraste är augusti, med 1 mm nederbörd.